# Препараты для лечения ожирения
Препараты для лечения ожирения (препараты для потери веса) — это все фармакологические средства, которые уменьшают или контролируют вес. Они изменяют один из основных процессов в теле человека, а именно регуляцию веса путём изменения аппетита, обмена веществ или усвоения калорий.

## Основные принципы лечения избыточного веса и ожирения
Необходимо соблюдение правильного рациона питания и физические упражнения. Неизбежное и тягостное чувство голода может быть связано с вредной привычкой к перееданию, недостаточным количеством низкокалорийной пищи с клетчаткой или недостатком движений (ежедневно пять км бега/ходьбы).
Только если такой общий подход неэффективен, переходят к медикаментозному лечению. При лекарственном лечении ожирения испытывают все известные препараты для его лечения, и если результат оказывается незначительным или его нет, то необходимо прекратить такое лечение и перейти на другой препарат.
В связи с вероятностью возникновения побочных эффектов, рекомендуется, чтобы препараты против ожирения назначал врач, когда по его оценке польза от такого лечения превосходит возможный риск.

## Механизм действия препаратов для лечения ожирения
Препараты против ожирения действуют одним или более из ниже перечисленных механизмов:
- Центральное действие — подавление аппетита происходит вследствие возбуждения центральной нервной системы. Кроме повышенного риска использования препаратов в немедицинских целях у ряда таких лекарственных средств обнаружились серьёзные побочные эффекты, например, развитие лёгочной гипертензии;
- Средства, блокирующие каннабиноидные рецепторы, могут явиться стратегией будущего для подавления аппетита.
- Усиление обмена веществ в организме.
- Влияние на способность организма усваивать из пищи определённые питательные вещества. Например, Орлистат (также известный как Ксеникал или Орсотен) блокирует расщепление жиров, чем предупреждает их усвоение, также, существуют так называемые «Блокаторы калорий[4]», действие которых направлено на блокирование усвоения организмом жиров и углеводов, которые человек получает с пищей. С целью подавления пищеварения и уменьшения усвоения калорий применяют отпускаемые без рецепта Глюкоманнан как пищевую добавку, содержащую клетчатку, и жевательную резинку с содержанием гуара.
- Препараты центрального действия, называемые анорексиками, предназначены для подавления аппетита, но большинство средств из этой группы действуют возбуждающе (например, декседрин), в связи с чем больные применяют для подавления аппетита другие средства вне их прямого назначения (например, дигоксин).

## Препараты для лечения ожирения
Если диета и упражнения по отдельности для лечения ожирения неэффективны, тогда ряд больных выбирает препараты против ожирения. Некоторые препараты для потери веса, отпускаемые по рецепту врача, являются возбуждающими, почему их рекомендуют применять только непродолжительное время. В связи с этим они обладают ограниченной пользой для лиц с крайне избыточным весом, когда могут потребоваться месяцы и годы для снижения веса тела.

### Орлистат
Орлистат уменьшает всасывание жира в кишечнике путём подавления действия фермента поджелудочной железы — липазы. Первоначально он был доступен только по рецепту врача. В феврале 2007 года Управление по санитарному надзору за качеством пищевых продуктов и медикаментов США разрешило его к безрецептурному отпуску. Орлистат способен вызвать частый с содержанием жира стул (стеаторею), но если содержание жира в диете уменьшить, то эти симптомы исчезают.

### Сибутрамин
Сибутрамин (Меридиа, Линдакса, Талия(r-сибитрамин), Редуксин) — антидепрессант из группы анорексигенных лекарственных средств или регуляторов аппетита, уменьшающий желание принимать пищу. Анорексический эффект развивается как следствие ингибирования обратного захвата серотонина в центре насыщения и увеличения концентрации норадреналина. За счёт последнего препарат имеет побочные эффекты. Сибутрамин может вызвать повышение артериального давления, сухость во рту, запор, головную боль, раздражительность и бессонницу. В результате неправильного самолечения зарегистрированы смертельные случаи. В настоящее время сибутрамин запрещён в США, Европе и других странах. Именно сибутрамин входит в состав БАДов и нелицензированных средств для похудения («Лида», «Дали» и др.) в дозировке, многократно превышающей допустимую.

### Римонабант
Римонабант (Акомплиа) — это недавно разработанный препарат для лечения ожирения. По механизму действия он является антагонистом каннабиноидных рецепторов (CB1), которые оказывают центральное действие на мозг, уменьшая аппетит. Возможно его периферическое действие в виде термогенеза и, потому, увеличения расхода энергии. Такие препараты не только вызывают потерю веса, но предупреждают или устраняют уже возникшие последствия ожирения, в виде устойчивости к действию инсулина и гиперлипидемию. Однако потеря веса под влиянием Римонабанта не оказалась большей, чем от других имеющихся препаратов для потери веса. В результате опасений его безопасности, в первую очередь психиатрической природы, это средство не разрешено в США и Канаде ни как препарат для лечения ожирения, ни как препарат против курения. Компания Санофи-Авентис, Франция, получила разрешение на продажу Римонабанта в Евросоюзе как препарата для лечения ожирения по рецепту врача, с ограничениями. В РФ он был разрешен к продаже под торговым названием Зимулти. В январе 2008 г. Европейское Агентство лекарственных средств приостановило действие своей же лицензии на продажу препарата в связи с возможностью серьёзных психоневрологических побочных реакций у больных.

### Метформин
Метформин (N,N-Диметилимиддикарбоимиддиамид) — изначально не предназначается для лечения ожирения у здоровых людей, метформин ценен для лиц с диабетом второго типа, а при диабете типа 1 прием метформина не имеет смысла и просто опасен.
При правильном назначении метформин вызывает мало побочных эффектов (среди которых чаще возникают желудочно-кишечные расстройства) и связан с низким риском гипогликемии. У больных, страдающих сахарным диабетом второго типа, препарат метформин способен снизить вес..

### Эксенатид
Эксенатид Баета — это продолжительного действия аналог глюкагоноподобного пептида-1 (ГПП-1), который синтезируется кишечником в ответ на присутствие в нём пищи. Среди других производимых эффектов глюкагоноподобный пептид-1 задерживает опорожнение желудка и способствует возникновению чувства сытости. У ряда тучных людей недостаточна выработка гормона ГПП-1, поэтому соблюдение диеты лишь увеличивает его недостаток.
В настоящее время Баета доступна для лечения сахарного диабета второго типа. Некоторые больные, хотя и не все, отметили, что они существенно потеряли вес, принимая Баету. Недостатки Баеты включают то, что она должна вводиться два раза ежедневно, у ряда больных она вызывает тяжелую тошноту, особенно в начале лечения. Баета рекомендуется только для больных с сахарным диабетом второго типа. В известной степени похожий препарат Симлин в настоящее время доступен для лечения диабетов, он находится в процессе испытания для лечения избыточного веса у недиабетиков.

### Прамлинтид
Прамлинтид (Симлин) — это синтетический аналог гормона амилина. В ответ на прием пищи поджелудочная железа синтезирует гормон амилин у здоровых людей. Среди других эффектов амилин задерживает опорожнение желудка и способствует возникновению чувства сытости. У многих лиц, страдающих диабетом, амилина недостаточно. В настоящее время Симлин только проходит процесс получения разрешения для того, чтобы применяться наряду с инсулином у диабетиков первого и второго типа. Наряду с этим в настоящее время он испытывается у недиабетиков в качестве средства лечения ожирения. Недостаток препарата состоит в том, что он должен вводиться во время приема пищи.

### Семаглутид
Агонист рецепторов глюкагоноподобного пептида-1. Подавляет секрецию глюкагона, снижает аппетит и тягу к еде, усиливает секрецию инсулина и снижает уровень глюкозы в крови. Разработан в 2012 году в качестве лекарства против сахарного диабета. В 2021 году продемонстрирована высокая его эффективность при лечении ожирения и очень редкие побочные эффекты.

### Тирзепатид
Тирзепатид был разработан для лечения диабета 2-го типа, он действует одновременно на глюкагоноподобный пептид-1 и глюкозозависимый инсулинотропный полипептид, эффект снижения веса связан с регуляцией метаболизма глюкозы.
Продолжительная терапия тирзепатидом (применение в течение 72 недель) даёт хороший эффект и незначительные побочные эффекты — преходящие тошнота и диарея.

### Другие препараты
Приём других препаратов для потери веса, таких как Фен-фен, был связан с возникновением медицинских осложнений в виде гипертензии легочной артерии с фатальным последствием и повреждения сердечного клапана, а прием фенилпропаноламина приводил к кровоизлиянию в мозг. Многие из подобных препаратов родственны амфетамину.

## Неисследованные безрецептурные препараты
Они усиленно продвигаются с помощью почты, печатной рекламы и через интернет. Управление по контролю за качеством пищевых продуктов и медикаментов (FDA) в США рекомендует проявлять осторожность при применении таких неисследованных продуктов, так как много претензий к их безопасности и эффективности впоследствии оказываются обоснованными.
Индивидуумы с неврозом анорексии, некоторые спортсмены пытаются контролировать вес тела с помощью слабительных, пилюль для похудения или мочегонных, хотя, как правило, это не оказывает влияние на содержание жира в организме. Препараты послабляющего действия могут вызвать снижение уровня калия в крови, что способно привести к сердечным и мышечным расстройствам. Пируват является популярным продуктом и способен привести к небольшой потере веса. Однако пируват, который содержится в красных яблоках, сыре, красном вине, не подвергся достаточному изучению, а его потенциал вызывать снижение веса научно не установлен.

## Побочные явления
Некоторые препараты против ожирения могут вызвать тяжёлые и угрожающие жизни побочные реакции. (см., например, Фен-Фен). Эти побочные реакции часто связаны с механизмом их действия. В целом, средства, стимулирующие ЦНС, могут учащать сердечный ритм, повышать артериальное давление, вызывать беспокойство, тревогу, общее возбуждение, бессонницу, а также спровоцировать острый приступ глаукомы. При длительном их применении возможно развитие привыкания и/или зависимости.
Орлистат угнетает ферменты, которые расщепляют жиры, поступающие с пищей, что приводит к выведению жиров в неизменённом состоянии. Это может вызвать частый маслянистый стул (стеаторею), повышенное газообразование, боли в животе.
Подобным лекарством, предназначенным для больных с диабетом второго типа, является акарбоза, которая угнетает ферменты, расщепляющие сложные сахара (крахмал и др.) на простые. Дальнейшее прохождение неизменённых сложных углеводов по ЖКТ и расщепление их микрофлорой толстого кишечника вызывает схожие побочные эффекты, в том числе повышенное газообразование, жидкий стул и боли в животе.
Пациенты имеют низкую приверженность к приёму препаратов для лечения ожирения. Так, исследование, охватившее почти 17 000 пациентов, принимавших орлистат, и 3500 пациентов, принимавших сибутрамин, показало, что через 1 год менее чем 10 % пациентов продолжали принимать препарат (орлистат или сибутрамин), а через 2 года продолжали принимать менее 2 %.

## Недостаточность современных знаний
Ограниченность эффективности препаратов против ожирения состоит в том, что мы не полностью понимаем нервный механизм, лежащий в основе аппетита, и как управлять им. Очевидно то, что аппетит — это важный инстинкт, обеспечивающий выживание. Подлежит более подробному обсуждению вопрос о том, что лекарства, которые лишают аппетита, могут вести к высокому риску смертности и неприемлемы для клинического применения. В связи с тем, что тело человека использует различные химические соединения и гормоны для защиты своих запасов жира (реакцию, которая, вероятно, была полезна нашим предкам, во времена недостатка пищи), до сих пор не найдена та «серебряная пуля» или путь для полного преодоления этой естественной привычки к защите избыточных запасов пищи. По этой причине препараты против ожирения не выступают в качестве долговременного решения для людей с избыточным весом.

## Сочетанное применение
В целях преодоления ряда механизмов «обратного действия», которые препятствуют большинству монотерапий достичь устойчивой значительной потери веса, высказано предположение, что сочетание препаратов могло бы быть более эффективным, когда подобное сочетание будет воздействовать на многие механизмы, вероятно, подавляя пути «обратного действия», приводящие к достижению плато при потере веса. Подтверждением подобного взгляда служит успех, достигаемый при сочетании фентермина и фенфлурамина или дексфенфлурамина, популярно называемых как Фен-Фен, для существенного снижения веса. Однако фенфлурамин и дексфенфлурамин были отозваны с рынка из-за опасений безопасности, относящихся к возможной их связи с повреждением клапана сердца. Было установлено, что это повреждение есть результат стимуляции фенфлурамином и дексфенфлурамином 5-HT2B-серотониновых рецепторов на клапанах сердца. С одинаковой эффективностью, как и Фен-Фен, применялись сочетания селективных ингибиторов обратного захвата серотонина (СИОЗС) и фентермина, известного как ФенПро, но без повреждения клапанов сердца благодаря отсутствию влияния на упомянутый рецептор со стороны компонентов препарата.
В 2012 г. в США был зарегистрирован новый препарат Qsymia — комбинация стимулятора ЦНС фентермина с антиконвульсантом (противоэпилептическим препаратом) топираматом. Возобновились клинические испытания других комбинаций — Empatic (бупропион + зонисамид) и Contrave (бупропион + налтрексон). В опубликованном в 2005 году мета-анализе были собраны результаты трёх испытаний бупропиона, проводившихся с применением плацебо и двойного слепого метода. Этот анализ подтвердил эффективность приёма 400 мг бупропиона в день для лечения ожирения. За период 6-12 месяцев среднее снижение веса в группе, принимавшей бупропион, оказалось значительно большим (4,4 кг), чем в группе, принимавшей плацебо (1,7 кг). В этом же обзоре отмечается статистическая идентичность результатов снижения веса при приёме бупропиона и при приёме других зарекомендовавших себя препаратов для снижения веса, таких как сибутрамин, орлистат и диэтилпропион. В настоящее время проводятся исследования влияния на ожирение комбинации бупропиона с зонизамидом (Empatic) и бупропиона с налтрексоном (Contrave). В сентябре 2014 комбинация бупропион/налтрексон была одобрена FDA для лечения ожирения. В ЕС одобрение было получено весной 2015 и будет продаваться под названием Mysimba.

## Разработки препаратов для лечения ожирения в будущем
- В разработке появился другой класс препаратов, включающий ингибиторы липазы, подобные орлистату. Новый ингибитор липазы, названный GT 389—255, разрабатывается в компании Пептимун, (лицензированной от Джензим). Новое сочетание ингибитора и полимера предназначено для связывания непереваренных триглицеридов, тем самым давая увеличение выделения жира без побочных действий в виде маслянистых испражнений, отмеченных с орлистатом. Похоже, что эта разработка остановилась, так как фаза 1 клинических испытаний проведена в 2004, после чего не последовало клинических испытаний на людях.
- Другой возможный долговременный подход к препаратам для лечения ожирения состоит в разработке воздействия на рибонуклеиновую кислоту (вРНК). Опыты на животных показали, что делеция гена RIP140 у мышей с помощью генетического исключения приводит к отсутствию накопления у них жира, даже если мышей кормили пищей с высоким содержанием жира[24]. Опыты, проведенные профессором Малкольмом Паркером из Имперского колледжа показали, что путём нейтрализации RIP 140 с помощью корепрессора ядерного гормона, который регулирует накопление жира, лабораторные животные становятся тощими в течение всей их жизни, устойчивы к ожирению, вызываемому диетой, и демонстрируют ускоренный обмен веществ. Корпорация СитРкс разрабатывает препараты вРНК, нацеленные на лечение ожирения и сахарный диабет второго типа.
- Луиджи Амброзио(Luigi Ambrosio), ведущий исследователь в Институте Сложных и биомедицинских материалов Национального исследовательского совета в Неаполе испытывает новые гидрогельные пилюли для похудения. Эти пилюли, которые подвергаются клиническим испытаниям в поликлинике госпиталя Джемелли в Риме, сделаны из биовосстановленной полицеллюлозы, которая впитывает воду в 1000 раз больше собственного веса, воду, которую организм выделяет за несколько часов, давая чувство сытости принимающим пилюли больным. В связи с тем, что в пилюлях нет активных ингредиентов, в случае успешных испытаний безопасности эти гидрогельные пилюли могут поступить на рынок без долгого промедления.(Испытания планируется завершить в октябре 2007 года.[25] В случае успешного завершении тестов в октябре таблетки выйдут на рынок весной 2008 года[26]. Уже прошла апробация на 20-ти волонтерах, которые констатировали, что прием одной таблетки способно вызвать чувство насыщения, которое длится 6 часов.)

## История
- Первые задокументированные попытки вызвать снижение веса связаны с именем греческого врача Сорана Эфесского во втором веке от Рождества Христова. Он назначал эликсиры, состоящие из слабительных и очищающих средств, жар, массаж и упражнения. Этот подход оставался в основе лечения ожирения более тысячи лет и продлился до 1920-х и 1930-х годов, когда появились новые способы лечения.
- Основываясь на эффективности лечения гипотиреоидизма, гормон щитовидной железы стал популярным способом лечения для людей, здоровых в других отношениях. Такой способ лечения давал удовлетворительный результат, но побочным эффектом были признаки гипертиреоидизма, сердцебиения и нарушения сна.
- В 1933 году был введен динитрофенол (ДНФ), который действовал путём разобщения биологического процесса окислительной фосфорилирирования и синтеза АТФ в митохондриях, заставляя их образовывать тепло вместо АТФ. Наиболее значимый побочный эффект заключался в драматическом повышении температуры тела, часто смертельном. К концу 1930-х годов ДНФ вышел из употребления[27].
- В течение конца 1930-х годов популярными для снижения веса стали амфетамины (под торговым названием Бензедрин). Они действовали преимущественно путём подавления аппетита и обладали другими благотворными эффектами, такими, как повышение проворности. Применение амфетаминов возросло в последующие десятилетия, достигнув вершины в виде режима "пилюль цвета радуги ". Это было сочетание многих пилюль, которые, как полагали, помогали при потере веса, если их принимать в течение дня. Типичные схемы лечения включали возбуждающие средства, такие как амфетамины, и гормоны щитовидной железы, мочегонные, наперстянку, слабительные и часто барбитураты для подавления побочных действий возбуждающих средств.

В 1967/1968 гг. ряд последовавших смертей, относимых к такого состава пилюлям для похудения, инициировал сенатское расследование и постепенное осуществление больших ограничений на рынке. Вершина была достигнута в 1979 году, когда Управление по санитарному надзору за качеством пищевых продуктов и медикаментов США запретило применение в составе пилюль для снижения веса амфетаминов, в то время наиболее эффективных средств для похудения.
- Тем временем, в 1959 г. Управление по санитарному надзору за качеством пищевых продуктов и медикаментов разрешило фентермин, а в 1973 г. — фенфлурамин. Некоторое время эти два препарата не были популярнее других до тех пор, пока в 1992 г. не сообщили о том, что они приводят к потере 10 % веса тела, сохраняющейся в течение более двух лет[28].
- Появился Фен-Фен, который быстро стал наиболее часто назначаемым препаратом для лечения ожирения. В середине 1990-х годов разработали Дексфенфлурамин (Редукс) как альтернативу фенфлурамину, у последнего было меньше побочных действий, он получил регистрационное разрешение в 1996 году. Однако это совпало с накоплением возрастающего количества наблюдений, что эта комбинация была способна вызывать заболевание клапанов сердца до 30 % тех, кто принимал его, приведя в сентябре 1997 г. к отзыву препаратов фен-фена и Дексфенфлурамина с рынка[27]. В 2004 году с рынка США была отозвана Эфедра в связи с опасениями, что она вызывает значительное повышение артериального давления и может привести к кровоизлияниям в мозг и к смерти[29].
- В 2023 году научный журнал Science назвал препараты GLP-1 «Прорывом года» за успехи в лечении ожирения и взаимосвязанных хронических заболеваний. Они ломают стереотипы, что борьба с лишним весом медикаментами неудачна, влияют на медицину, популярную культуру и глобальные фондовые рынки. Меняются не только методы лечения ожирения, но и его понимание «как хронического заболевания, корни которого лежат в биологии, а не просто в недостатке силы воли». При этом остаются неопределённость и тревога по поводу последствий. Многих беспокоит, что, возможно, получать препарат придётся до конца жизни. Часть людей вполне здоровы и просто не видят необходимости в снижении веса; одновременно есть риск, что препарат могут принимать люди без ожирения или избыточного веса. Побочные эффекты препаратов до конца неизвестны[30].

## Систематическое положение препаратов
| Группа АТХ | Название группы                                                                               | Препараты                      |
| ---------- | --------------------------------------------------------------------------------------------- | ------------------------------ |
| A08        | Препараты для лечения ожирения (исключая диетические продукты)                                |                                |
| A08AA      | Препараты для лечения ожирения центрального действия (анорексигенные)                         | Сибутрамин (Меридиа), Reduksin |
| A08AB      | Препараты для лечения ожирения периферического действия (ингибиторы желудочно-кишечных липаз) | Орлистат                       |
| A08AX      | Другие препараты против ожирения                                                              | Римонабант                     |